# (2721) Vsekhsvyatskij
(2721) Vsekhsvyatskij est un astéroïde de la ceinture principale.

## Description
(2721) Vsekhsvyatskij est un astéroïde de la ceinture principale. Il fut découvert le 22 septembre 1973 à Naoutchnyï par Nikolaï Tchernykh. Il présente une orbite caractérisée par un demi-grand axe de 3,23 UA, une excentricité de 0,17 et une inclinaison de 2,2° par rapport à l'écliptique.

## Compléments